# Mischmar HaScharon
Mischmar haScharon (hebräisch מִשְׁמַר הַשָּׁרוֹן ‚Wache der Scharon‘) ist ein Kibbuz in der Scharonebene nordöstlich von Netanja in Israel. Die Siedlung ist der Geburtsort des früheren israelischen Ministerpräsidenten Ehud Barak.
Mischmar haScharon war Teil des ersten umfassend geplanten Siedlungsversuchs in Palästina. Der Jüdische Nationalfonds hatte 1931 große Landflächen angekauft und plante die Anlage mehrerer landwirtschaftlicher Siedlungen. Mischmar haScharon wurde im Zuge dieses Projekts 1933 durch jüdische Einwanderer aus Russland und Polen besiedelt. Die russischen Gründer hatten sich zuvor in Galiläa niedergelassen (diese Gruppe bestand seit 1924).
Der Kibbuz hatte 2018 606 Einwohner. Ein wichtiger Wirtschaftszweig des Kibbuz liegt in der Landwirtschaft (u. a. Anbau von Zitrusfrüchten und Baumwolle, Fisch- und Geflügelzucht).